# 瓦尔达尔省

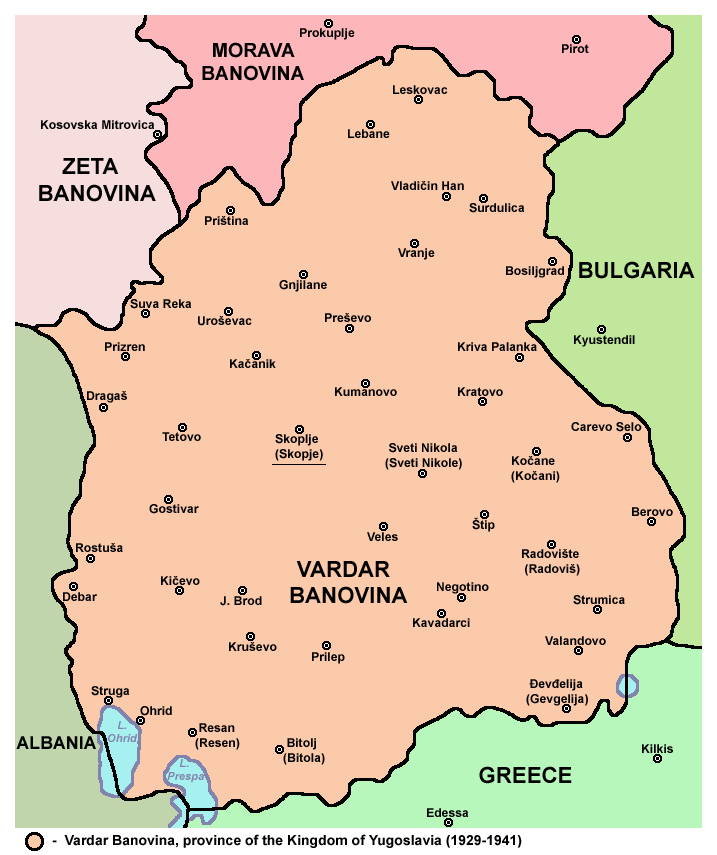

瓦尔达尔省 (马其顿语和塞尔维亚语：/) 在1929至41年是南斯拉夫王国最南部的省，领土包括中塞尔维亚南部、科索沃东南部和今北马其顿全境，因瓦尔达尔河得名，首府是斯科普里。

## 边界
根据1931年南斯拉夫王国宪法：
发达河省北邻是泽塔河省和摩拉瓦河省，其东、南及西部分别与保加利亚、希腊与阿尔巴尼亚接壤。

## 历史
1941年，该省被轴心国占领，分别并入纳粹德国的塞尔维亚占领区、意大利的阿尔巴尼亚占领区和保加利亚。
战后，该地成为南斯拉夫社会主义联邦共和国的领土，南方是马其顿部分，北方则属于塞尔维亚。

## 参看
- 北马其顿共和国
- 瓦尔达尔马其顿

42°00′N 21°25′E / 42.000°N 21.417°E